# Seznam ordinářů Francouzského vojenského ordinariátu
Seznam ordinářů Francouzského vojenského ordinariátu ("vojenských biskupů")
| Č. | jméno                        | další úřad                                   | od              | do   |
| -- | ---------------------------- | -------------------------------------------- | --------------- | ---- |
| 1  | Maurice kardinál Feltin      | Arcibiskup pařížský                          | 1949            | 1967 |
| 2  | Jean-Marie-Clément Badré     | Titulární biskup Aquae Novae in Proconsulari | 1967            | 1969 |
| 3  | Gabriel Vanel                | Titulární biskup Rota                        | 1970            | 1983 |
| 4  | Jacques Fihey                | Titulární biskup Remesiana                   | 1983            | 1989 |
| 5  | Michel Dubost CIM            | Titulární biskup Oëa                         | 1989            | 2000 |
| 6  | Patrick Le Gal               |                                              | 2000            | 2009 |
| 7  | Luc Ravel CRSV               |                                              | 2009            | 2017 |
| 8  | Antoine de Romanet de Beaune |                                              | 28. červen 2017 |      |